# Barnes and Thornburg Building
El Barnes and Thornburg Building (originalmente conocido como Merchants National Bank Building) es un edificio de gran altura en la ciudad de Indianápolis, a capital del estado de Indiana (Estados Unidos). En 1905, Merchants National Bank and Trust Company contrató al estudio de arquitectura D. H. Burnham & Company de Chicago para diseñar una nueva sede bancaria en la esquina sureste de las calles Washington y Meridian, la intersección más importante de Indianápolis. La ocupación inicial de los pisos inferiores tuvo lugar en 1908, mientras que los pisos superiores no se completaron hasta 1912.

## Historia
Daniel Burnham fue uno de los arquitectos asociados con la Escuela de Chicago. Diseñó el edificio del Merchants Bank utilizando la fórmula de basa, fuste y capitel de Louis Sullivan. La base, compuesta por el primer piso y el entresuelo, es de piedra caliza de Indiana. El fuste es de ladrillo rojo, mientras que el capitel del ático tiene abundantes molduras clásicas de terracota.
Los 17 pisos se utilizan principalmente para oficinas. El edificio y su anexo en 7 E. Washington Street se agregaron al Registro Nacional de Lugares Históricos en 1982. Está ubicado en el Distrito Histórico Washington Street-Monument Circle. Su actual propietario y ocupante principal es el bufete de abogados de Barnes & Thornburg, LLP.
Durante casi 70 años, Merchants National Bank y más tarde Merchants National Corporation habían utilizado el edificio como su sede desde 1908 hasta la finalización de Merchants Plaza en junio de 1977.
La mayor parte del primer piso estuvo, hasta 2011, ocupado más recientemente por una librería Borders.  Ahora está ocupado por First Financial Bank